# Tanjung Raya (Way Tenong)
Tanjung Raya is een bestuurslaag in het regentschap Lampung Barat van de provincie Lampung, Indonesië. Tanjung Raya telt 2109 inwoners (volkstelling 2010).